# Lina Hurtig
Lina Hurtig (Avesta, 5 september 1995) is een voetbalspeelster uit Zweden.
Hurtig speelde van 2017 tot 2020 voor Linköpings FC in de Zweedse Damallsvenskan. Daarna ging ze voor Juventus in de Serie A spelen.

## Statistieken
| Seizoen | Club          | Land   | Competitie     | Wedstrijden | Doelpunten |
| ------- | ------------- | ------ | -------------- | ----------- | ---------- |
| 2011    | Gustafs       | Zweden | ELI            | 19          | 14         |
| 2012    | Umeå IK       | Zweden | Damallsvenskan | 14          | 2          |
| 2013    | Umeå IK       | Zweden | Damallsvenskan | 21          | 10         |
| 2014    | Umeå IK       | Zweden | Damallsvenskan | 18          | 6          |
| 2015    | Umeå IK       | Zweden | Damallsvenskan | 18          | 4          |
| 2016    | Umeå IK       | Zweden | Damallsvenskan | 17          | 2          |
| 2017    | Linköpings FC | Zweden | Damallsvenskan | 21          | 5          |
| 2018    | Linköpings FC | Zweden | Damallsvenskan | 11          | 4          |
| 2019    | Linköpings FC | Zweden | Damallsvenskan | 22          | 8          |
| 2020    | Linköpings FC | Zweden | Damallsvenskan | 11          | 2          |
| 2020/21 | Juventus      | Italie | Serie A        | 15          | 7          |
| Totaal  | Totaal        | Totaal | Totaal         | --          | --         |

Laatste update: juni 2021

## Interlands
Met Zweden O19 speelde Hurtig op het Europees kampioenschap 2012.
Hurtig speelt voor het sinds november 2014 voor het Zweeds voetbalelftal, en speelde op de Olympische Zomerspelen van 2020, waarin ze in de openingswedstrijd tegen USA het derde doelpunt scoorde.

## Privé
In augustus 2019 maakt Hurtig bekend dat ze getrouwd is met haar teamgenoot bij Linköpings FC, Lisa Lanz, die sindsdien uitkomt als Lisa Hurtig.
1: Lindahl ·
2: Andersson ·
3: Sembrant ·
4: Glas ·
5: Fischer ·
6: Eriksson ·
7: Janogy ·
8: Hurtig ·
9: Asllani ·
10: Jakobsson ·
11: Blackstenius · 12: Falk · 13: Ilestedt · 14: Roddar · 15: Björn · 16: Zigiotti Olme · 17: Seger · 18: Rolfö · 19: Anvegård · 20: Larsson · 21: Mušović · 22: Schough · 23: Rubensson · Coach: Gerhardsson